# Яцек Дукай
Я́цек Ю́зеф Ду́кай (пол. Jacek Józef Dukaj; нар. 30 липня 1974 року, Тарнів, Польща) — польський письменник і редактор, що працює переважно у жанрі наукової фантастики.

## Біографія
Яцек Дукай народився в Тарнові 30 липня 1974 року. Закінчив ІІІ Ліцей імені Адама Міцкевича. Вивчав філософію у Ягеллонському університеті. У літературі дебютував 1990 року оповіданням «Złota galera», яке написав у віці 16 років.
Його оповідання друкувалися в літературних журналах «Fenix» та «Нова фантастика». У 1997 році відбувся книжковий дебют Яцека Дукая з романом «Xavras Wyżryn».
Твори та рецензії Дукая опубліковані в часописах «SFinks (журнал)», «Miesięcznik», «Framzeta», «Miesięcznik», «Framzeta», «Fantom», «Science Fiction», «Super Fantastyka Powieść».
Твори Дукая перекладалися англійською, італійською, македонською, німецькою, російською, словацькою, угорською, чеською, українською мовами. За мотивами оповідання «Katedra» режисером Томашем Багінським був створений короткометражний анімаційний фільм, що у 2002 році висувався на премію «Оскар».
6 грудня 2007 року вийшов черговий роман Яцека Дукая — «Крига», який було номіновано на низку польських та європейських нагород. Перший переклад українською мовою здійснений видавництвом «Астролябія» у 2018 році в двох частинах. Перекладач Андрій Павлишин.
У березні 2008 року у видавництві «Wydawnictwo Literackie» відбулося відновлення колекції коротких оповідань «W kraju niewiernych» в новій обкладинці, в травні «Інші пісні», в жовтні «Czarne oceany». В листопаді 2009 року видано роман «Wroniec», який присвячено воєнному стану у Польщі 1981 року. Збірка оповідань «Król Bólu» видана 25 листопада 2010 року. Трохи згодом оголошується про наступні романи «Fabla», «Rekursja» та «Stroiciel luster».
Яцек Дукай отримав «Срібний глобус» у 1999 році за оповідання «Serce Mroku». Шість разів його нагороджували Меморіальною премією імені Януша Зайделя і одинадцять разів він був лауреатом цієї відзнаки. Яцек Дукай є лауреатом Зайделя в 2000 році за твір «Katedra», в 2001 році за роман «Czarne oceany», у 2003 році за роман «Інші пісні», в 2004 році за роман «Perfekcyjna imperfectia», в 2007 році за роман «Крига» і у 2010 році за твір «Król Bólu». У липні 2008 року Яцек Дукай отримав премію «Сфінкс» у номінації «Автор року».
Триразовий переможець премії «Шльонкфа» як Автор року (2000, 2007 та 2009 — разом з Якубом Яблонським.
Яцек Дукай був отримав нагороду «Paszport „Polityki”»
27 вересня 2008 року журі Премія Фундації імені Косцєльських оголосило, що Яцек Дукай отримав премію за роман «Крига». Фонд хотів підкреслити універсальні цінності його роботи, лінгвістичну та наративну ефективність та масштабність його романів. У 2009 році Яцек Дукай став польським лауреатом Премії Європейського Союзу з літератури за роман «Крига».
У лютому 2011 року він був удостоєний премії «Krakowska Książka Miesiąca» за збірку оповідань «Król Bólu».
Живе у Кракові.

### Романи і повісті
- 1997 Xavras Wyżryn (Ксаврас Вижрин), складається з двох коротких романів Xavras Wyżryn (Ксаврас Вижрин) і Zanim noc (Перед ніччю)
- 2001 Aguerre w świcie (Агірре на світанку)
- 2001 Czarne oceany (Чорні океани)
- 2002 Extensa (Екстенса)
- 2002 Córka łupieżcy (Донька грабіжника)
- 2003 Inne pieśni (Інші пісні)
- 2004 Perfekcyjna niedoskonałość (Ідеальна недосконалість)
- 2007 Lód (Крига)
- 2009 Wroniec (Ворон)
- 2011 Science Fiction
- 2015 Starość aksolotla (Старість аксолотля)

### Збірки оповідань
- 2000 W kraju niewiernych (У краю невірних)
- 2004 Xavras Wyżryn i inne fikcje narodowe (Ксаврас Вижрин та інші вигадані народи)
- 2010 Król Bólu (Король болю)

### Оповідання
- 1990 Złota Galera (Золота галера)

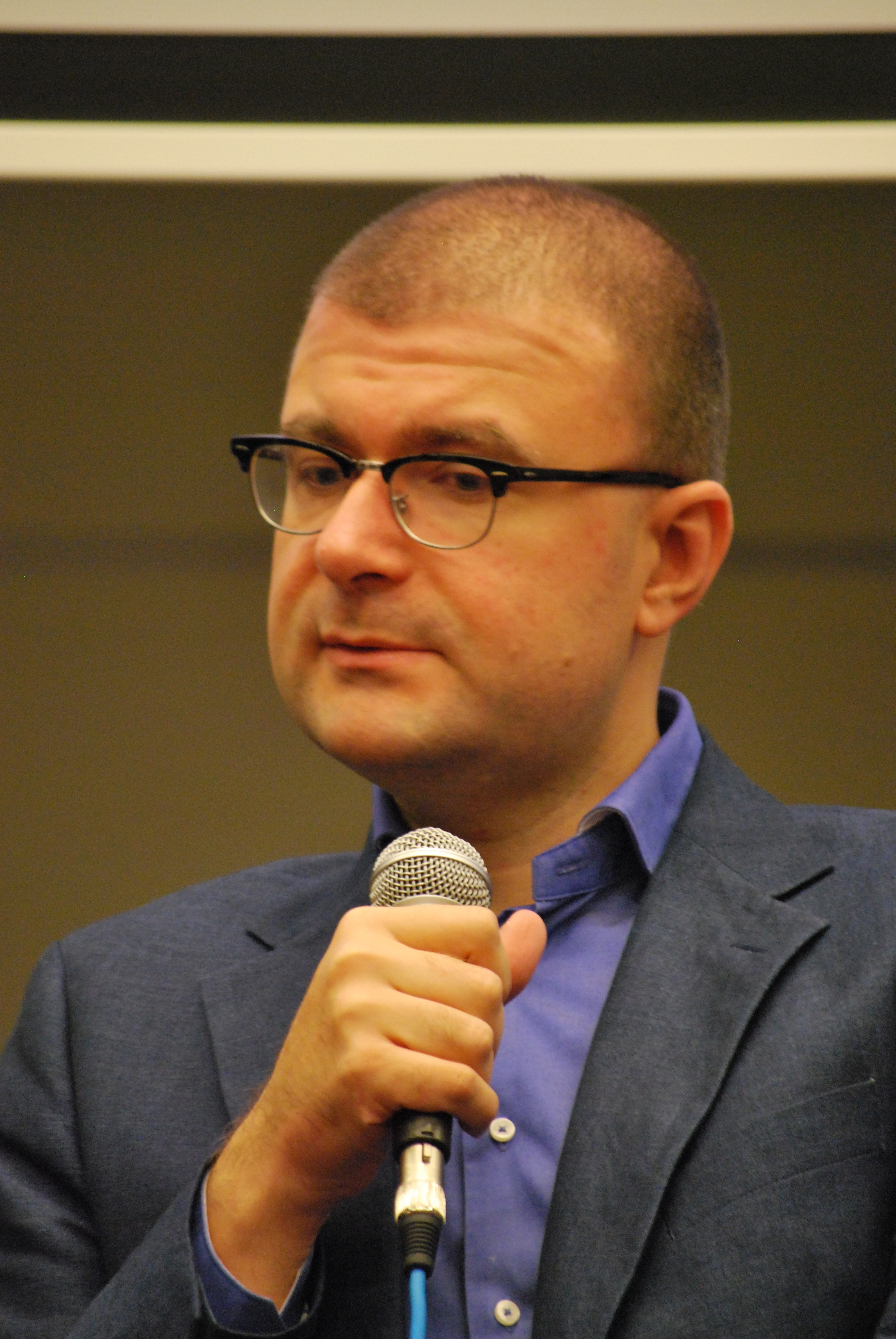
Яцек Дукай на Фестивалі коміксів в Лодзі, 2012 рік

- 1991 Śmierć matadora (Смерть матадора)
- 1991 Opętani (Одержимі)
- 1991 Książe mroku musi umrzeć (Князь Темряви має померти)
- 1992 Korporacja Mesjasz (Корпорація Мессія)
- 1993 Panie, pobłogosław morderców (Панове, благословімо вбивць)
- 1993 Wszystkie nasze ciemne sprawy (Усі наші темні справи)
- 1995 Irrehaare (Іррехааре)
- 1996 Wielkie Podzielenie (Великий Розподіл)
- 1996 Szkoła (Школа)
- 1997 Ziemia Chrystusa (Земля Христова)
- 1997 Ponieważ kot (Тому що кіт)
- 1997 IACTE
- 1998 Serce Mroku (Серце Темряви)
- 2000 Ruch Generała (Рух Генерала)
- 2000 Muchobójca (Мухобійка)
- 2000 W bibliotece (У бібліотеці)
- 2000 Katedra (Собор)
- 2000 Medjugorje (Міжгір'я)
- 2000 In partibus infidelium (У краю невірних — з латини)
- 2001 Sierpniowa noc (Серпнева ніч)
- 2002 Gotyk (Готика)
- 2004 Sprawa Rudryka Z. (Справа Рудрика З.)
- 2004 Przyjaciel prawdy (Приятель правди)
- 2004 Crux
- 2005 Diabeł w strukturze (Диявол у структурі)
- 2008 Kto napisał Stanisława Lema? (Хто написав Станіслава Лема?)
- 2010 Linia Oporu (Лінія Опору)
- 2010 Oko Potwora (Око Потвори)
- 2010 Król Bólu i pasikonik (Король Болю і коник)
- 2010 Piołunnik (Полин)
- 2012 Portret nietoty (Портрет з вадою)

## Нагороди
- Премія імені Януша Зайдля

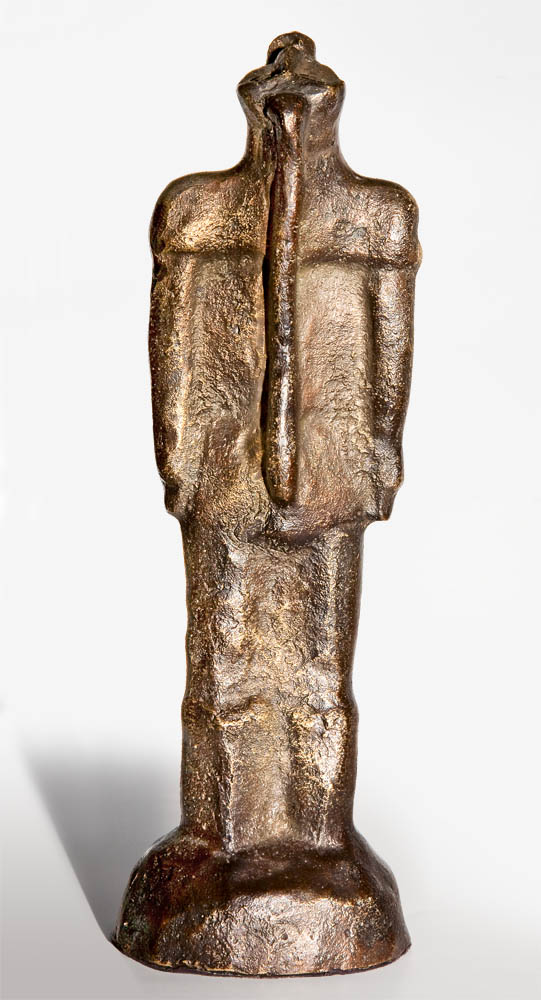
Статуетка премії «Сфінкса»

  - 2000 (за оповідання «Katedra»), 2001 (за роман «Czarne oceany»), 2003 (за роман «Inne pieśni»), 2004 (за роман «Perfekcyjna niedoskonałość»), 2007 (за роман «Lód»), 2010 (за роман «Król Bólu»).
- Премія «Сфінкс»
  - 2001 (Книжка року — «W kraju niewiernych»), 2002 (Книжка року і роман року — «Czarne oceany»), 2004 (Роман року — «Inne pieśni»), 2008 (Роман року — «Lód»), 2011 (Книжка року і роман року — «Król Bólu»)
- Премія «Śląkfa»
  - Автор року (2000, 2007, 2009)
- Літературна премія імені Єжи Жулавського
  - 2008 (Гран-прі за роман «Lód»), 2010 (Спеціальна відзнака за роман «Wroniec»), 2011 (Золото за повість «Linia Oporu»), 2012 (Гран-прі за роман «Science Fiction»)
- Літературна премія Євросоюзу
  - 2009, за роман «Lód»
- Медаль «За заслуги в культурі Gloria Artis»
  - 2012, Бронзова медаль за заслуги у літературі.[10]

## Яцек Дукай і Україна

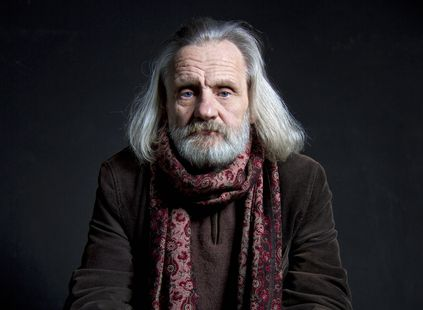
Польський режисер Януш Опрінський у 2012 році

Творчість Яцека Дукая в Україні була вперше представлена 16 вересня 2013 року о 18:30 на київському фестивалі Гогольfest на Театральній сцені відбулась прем'єра вистави «Лід» польського режисера Януша Опрінського. Сюжет побудований на подіях роману «Крига». Триває спектакль чотири години, що у порівнянні з романом є відеокліпом.
21 січня 2016 року стало відомо, що видавництво «Астролябія» викупило права на видання роману та декілька інших творів письменника. За словами Олега Фешовця переклад займе 1,5 року.
Вже 22 вересня 2018 року був презентований переклад роману «Крига» у Львівському прес-клубі в рамках 25 Book Forum Lviv. Учасниками презентації були: автор Яцек Дукай, перекладач Андрій Павлишин, головний редактор видавництва "Астролябія Богдан Пастух та модератор літературний критик, письменник Володимир Арєнєв.
Організатори 25 Book Forum Lviv зазначили, що «сюжет детективної книги розкриває цілий пласт історичних та соціальних проблем. Несподіваний сюжет захоплює читача на першій сторінці і не відпускає аж до останньої».

### Переклади українською
- Крига. І-ІІ частини / переклав з польської Андрій Павлишин. Львів: Астролябія, 2018. 608 с. ISBN 978-617-664-150-6[16]
- Крига. ІІІ-IV частини / переклав з польської Андрій Павлишин. Львів: Астролябія, 2018. 832 с. ISBN: 978-617-664-151-3[17]
- В краю невірних / переклав з польської Андрій Павлишин. Львів: Астролябія, 2021. 528 с. ISBN: 978-617-664-231-2 [Архівовано 12 грудня 2021 у Wayback Machine.]